# Doris Fitschen
Doris Fitschen (Zeven, 25 oktober 1968 – 15 maart 2025) was een voetbalspeelster uit Duitsland. Ze kwam als verdediger en middenvelder onder andere uit voor VfR Eintracht Wolfsburg en 1. FFC Frankfurt en het Duitse voetbalelftal. Samen met Martina Voss-Tecklenburg en Silvia Neid was ze een van de meest succesvolle Duitse voetbalspeelsters door zeven internationale titels te winnen en zes DFB prijzen te winnen. Met het Duitse nationale team kwam Fitschen uit op de Olympische Spelen 1996 en Olympische Spelen 2000.

## Clubcarrière
Fitschen begon op negenjarige leeftijd met voetballen bij FC Hesedorf. In 1982 fuseerde de vrouwenafdeling van deze club met die van TuS Westerholz. In 1988 maakte Fitschen de overstap naar VfR Eintracht Wolfsburg. Met deze club maakte ze de start van de Bundesliga voor vrouwen mee. In het seizoen 1991/92 was Fitschen met 16 doelpunten topscoorster van de noordelijke groep en de enige die in dat seizoen een hattrick wist te maken.
Van 1992 tot en met 1996 kwam Fitschen uit voor TSV Siegen, waarmee ze tweemaal Duits kampioen werd en een keer de DFB Pokal won. In januari 1995 scheurde Fitschen haar kruisband. Ze moest hierdoor zes maanden toekijken en zag haar land het EK en het WK winnen. In 1996 maakte Fitschen de overstap naar de nummer twee van het afgelopen Bundesliga seizoen, SG Praunheim. Ondanks dat Fitschen een lucratief aanbod uit Japan kreeg, bleef ze de club trouw en verlengde ze haar contract in 1997 tot 2000. In 1999 maakte ze echter de overstap naar het nieuw opgerichte 1. FFC Frankfurt waarmee ze in 1999 kampioen werd en de DFB Pokal wist te winnen. Op 30 juli 2001 brak Fitschen haar linkerpols tijdens een competitiewedstrijd tegen New York Power. Ze speelde 13 competitiewedstrijden voor de Amerikaanse club waarin ze driemaal tot scoren kwam. Desondanks werd ze gekozen tot WUSA 'verdedigende speelster van het jaar'. Na het seizoen 2001 beëindigde Fitschen haar voetbalcarrière.

## Interlandcarrière

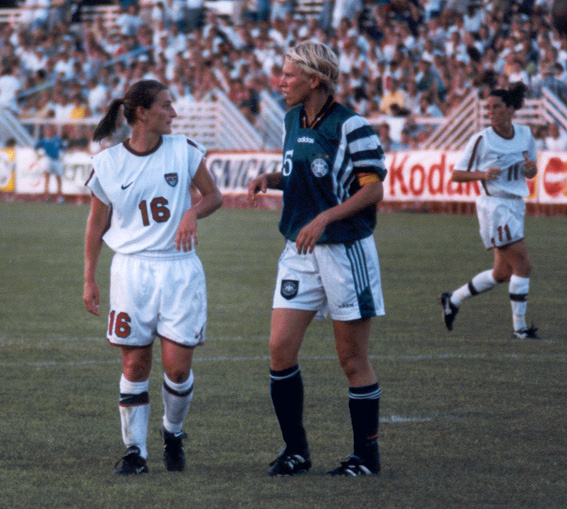
Fitschen met Tiffeny Milbrett van het Amerikaans voetbalelftal in 1998

Fitschen maakte haar debuut voor de Duitse nationale ploeg op 4 oktober 1986 in een 2-0 overwinning op Denemarken. In dezelfde wedstrijd maakte ze haar eerste interlanddoelpunt door als invalster doel te treffen.
Tijdens het Europees kampioenschap voetbal vrouwen 1989 had Fitschen een belangrijk aandeel in de eerste eindoverwinning van West-Duitsland op een EK. Na afloop van het toernooi benoemde de UEFA haar tot 'speelster van het toernooi'. Op 6 november 1997 speelde Fitschen haar honderdste interland. Na Silvia Neid, Martina Voss en Heidi Mohr was ze de vierde Duitse speelster die deze mijlpaal wist te behalen. Fitschen speelde haar 144ste en laatste interland op 7 juli 2001 in de EK-finale tegen Zweden in Ulm.
Na het beëindigen van haar spelersloopbaan werd Fitschen door de UEFA beloond met een speciale prijs voor haar uitzonderlijke bijdrage aan het vrouwenvoetbal.

## Privé en overlijden
Fitschen woonde samen met haar partner en had een kind. Op 16 maart 2025 overleed Fitschen na een lang ziekbed op 56-jarige leeftijd aan kanker.
- Gemeinsame Normdatei: 1034723758
- International Standard Name Identifier: 0000 0004 0938 3669
- Virtual International Authority File: 302930137
- WorldCat: E39PBJqfCxBKW3hfGvmWFXDXh3